# عادگان
عادگان (فریدن)، روستایی از توابع بخش مرکزی شهرستان فریدن در استان اصفهان ایران است. 

## مردم
مردم به گویش بختیاری تکلم می کنند.

## جمعیت
این روستا در دهستان زاینده‌رود شمالی قرار دارد و براساس سرشماری مرکز آمار ایران در سال ۱۳۸۵، جمعیت آن ۶۹۸ نفر (۱۶۷خانوار) بوده‌است.